# Edwin Meister
Edwin Meister (* 25. Februar 1884 in Leipzig; † 1970) war ein deutscher Textiltechnologe und Hochschullehrer an der Technischen Hochschule Dresden von 1925 bis 1945.

## Leben
Meister absolvierte 1903 das Abitur am Leipziger Nikolai-Gymnasium, studierte dann Maschinenbau an der TH Dresden bis 1907 und promovierte dort nach einer Assistenzzeit 1914 zum Dr.-Ing. Nach verschiedenen Industrietätigkeiten wurde er 1925 als einer der beiden Nachfolger von Ernst Müller (1856–1929) als Professor für Faserstofftechnik und Direktor des Instituts für Textil- und Papiertechnik an die TH Dresden berufen. Diesen Lehrstuhl hatte er bis 1945 inne. 1945 wurde er kurzzeitig Mitarbeiter des sowjetischen Ministeriums für Textilindustrie. 1948 war er für die Badische Metall-AG tätig und als freier Wissenschaftler. Im November 1933 unterschrieb er das Bekenntnis der deutschen Professoren zu Adolf Hitler. Er war ein Evangelischer Bruder.
Edwin Meister war Mitglied des Vereins Deutscher Ingenieure (VDI). Dieser verlieh ihm 1953 aufgrund seiner Leistungen als Hochschullehrer, Wissenschaftler und Begründer sowie langjähriger Obmann der VDI-Arbeitsgemeinschaft Deutscher Textilingenieure das VDI-Ehrenzeichen.

## Schriften
- Die Spinnerei in technologischer Darstellung, 2. Aufl., Springer, Berlin 1930 (türkische Übersetzung: 1948)